# Lorenz Zotz der Jüngere
Lorenz Zotz der Jüngere (* 3. August 1902 in Nesselwängle in Tirol; † 1985) war ein österreichischer Meister der Stuckateurkunst.

## Wirken

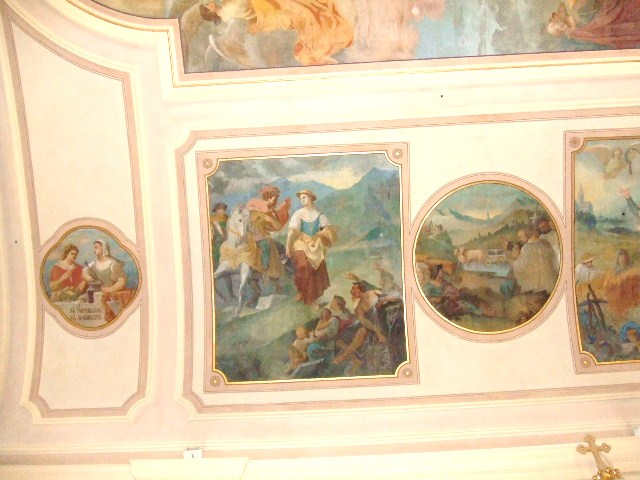
Innengestaltung der Kirche Mariä Himmelfahrt (Decke)

Lorenz Zotz der Jüngere stammte aus der Nesselwängler Linie der traditionellen Tiroler Familie Zotz, die einige katholische Theologen und Kirchenkünstler hervorbrachte. Lorenz arbeitete vielfach mit seinem Bruder Ämilian Zotz in einem Atelier bei der Innenausstattung von Kirchengebäuden zusammen. In den 1960er-Jahren wirkten Ämilian und Lorenz Zotz über mehr als zwei Jahre an der Ausgestaltung der Kirche „Mariä Himmelfahrt“ in Nesselwängle, wo unter anderem ein Altar zum Einschreinen der Reliquien des Märtyrers Apollinaris von Ravenna entstand.
Lorenz Zotz der Jüngere stand in seiner Dekorationskunst unter dem Einfluss der Wirkungen der so genannten Wessobrunner Schule, die insbesondere auf dem Sektor der Stuckarbeiten von der Benediktinerabtei Wessobrunn in Oberbayern nach Tirol ausstrahlte und auch die Praxis der Ornamentik der Stuckateurdynastie Zotz prägte. Lorenz Zotz der Jüngere war für seine Deckengestaltungen und Pilasterarbeiten in Stuckmarmor bekannt, die er im Alpenraum und in Süddeutschland verwirklichte.